# Miles Teller

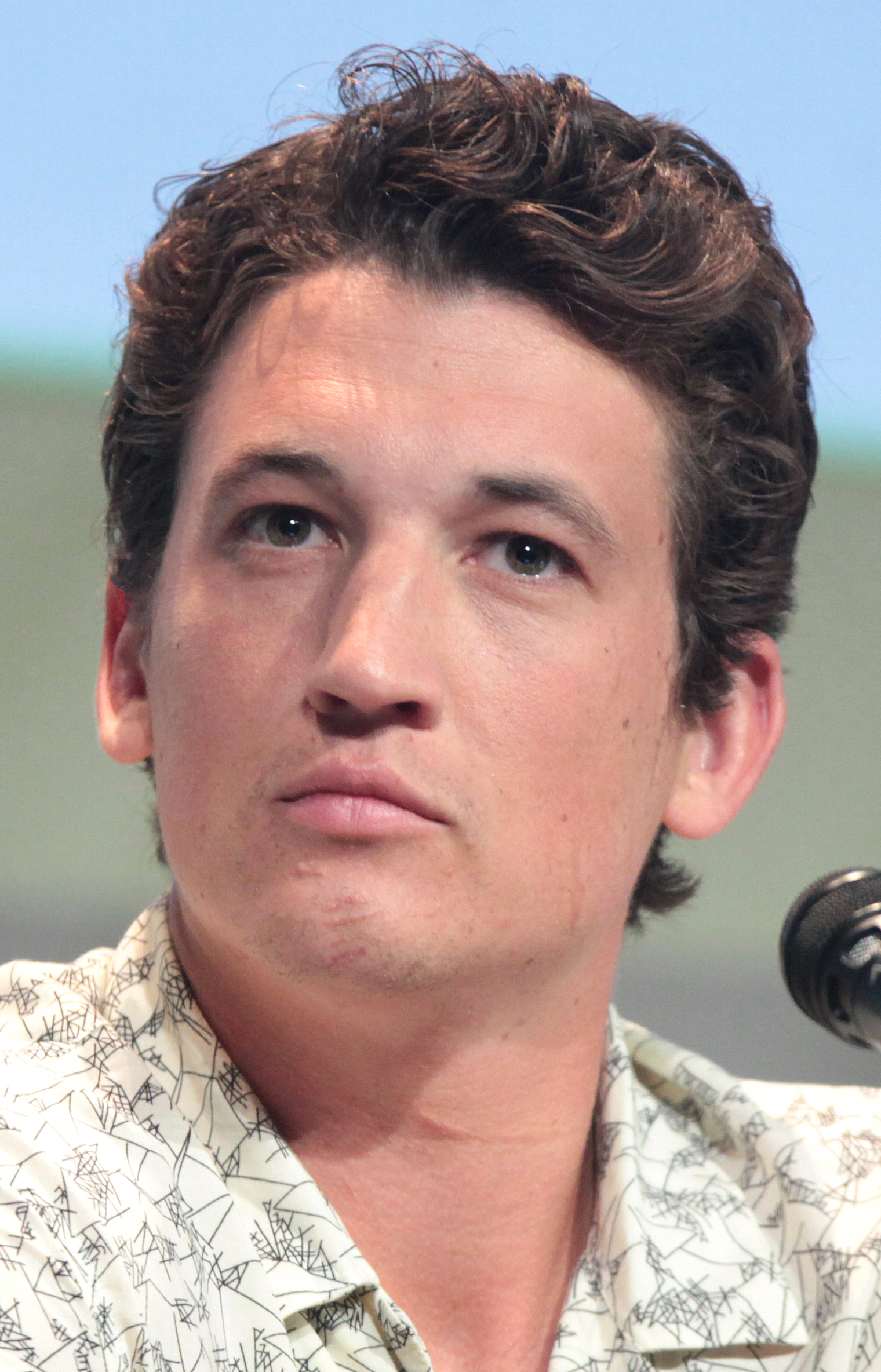
Miles Teller auf der Comic-Con (2015)

Miles Teller (* 20. Februar 1987 in Downingtown, Pennsylvania) ist ein US-amerikanischer Schauspieler.

## Leben
Weil Miles Tellers Vater als Ingenieur in verschiedenen Kernkraftwerken arbeitete, lebte er in seiner Kindheit erst in Cape May (New Jersey), später im Citrus County (Florida). Bereits in seiner Highschool-Zeit spielte er in verschiedenen Theaterproduktionen mit. Kurz vor Abschluss des Colleges erhielt er die Rolle des Jason in Rabbit Hole. Er schloss die Tisch School of the Arts der New York University mit dem Bachelor of Fine Arts in Darstellender Kunst ab. Teller trat im Musical Footloose auf. Dies führte dazu, dass er für dieselbe Rolle wie im Musical in der gleichnamigen Neuverfilmung gecastet wurde.
Bei einem Autounfall 2007 trug er mehrere Schnittverletzungen im Gesicht davon, die noch heute sichtbar sind.
Bekannt wurde er durch seine Rollen in Project X und The Spectacular Now. In den Verfilmungen von Veronica Roths Romantrilogie Die Bestimmung, Divergent (2014), Insurgent (2015), und Allegiant (2016) übernahm er die Rolle des Peter Hayes, Gegenspieler der Hauptfigur Tris. Im oscarprämierten Film Whiplash spielte er mit J. K. Simmons an seiner Seite 2014 die viel gelobte Hauptrolle. Außerdem war er 2015 in der Neuverfilmung Fantastic Four in der Rolle des Mr. Fantastic zu sehen.
2018 wurde er in die Academy of Motion Picture Arts and Sciences berufen, die jährlich die Oscars vergibt.
Seit 2012 war Teller mit dem Model Keleigh Sperry liiert, welche er 2019 heiratete.

## Filmografie
- 2004: Moonlighters (Kurzfilm)
- 2007: A Very Specific Recipe (Kurzfilm)
- 2008: The Musicians (Kurzfilm)
- 2009: The Unusuals (Fernsehserie, Folge 2x01 Borland Day)
- 2010: The Track Meet (Kurzfilm)
- 2010: Rabbit Hole
- 2011: Footloose
- 2012: Project X
- 2013: 21 & Over
- 2013: The Spectacular Now – Perfekt ist jetzt (The Spectacular Now)
- 2014: Whiplash
- 2014: Für immer Single? (That Awkward Moment)
- 2014: Die Bestimmung – Divergent (Divergent)
- 2014: Two Night Stand
- 2015: Die Bestimmung – Insurgent (The Divergent Series: Insurgent)
- 2015: Fantastic Four
- 2016: Die Bestimmung – Allegiant (The Divergent Series: Allegiant)
- 2016: Get a Job
- 2016: War Dogs
- 2016: Bleed for This
- 2017: Thank You for Your Service
- 2017: No Way Out – Gegen die Flammen (Only the Brave)
- 2019: Too Old to Die Young (Fernsehserie, 10 Folgen)
- 2021: Flag Day
- 2022: Top Gun: Maverick
- 2022: Der Spinnenkopf (Spiderhead)
- 2022: The Offer (Fernsehserie, 10 Folgen)
- 2025: The Gorge

## Auszeichnungen und Nominierungen
Gewonnen
- 2013: Sundance Film Festival: Kategorie „U.S. Dramatic Special Jury Award for Acting“ für The Spectacular Now (gemeinsam mit Shailene Woodley)

Nominiert
- 2011: Chlotrudis Award: Bester Nebendarsteller für Rabbit Hole
- 2013: Chlotrudis Award: Bester Hauptdarsteller für The Spectacular Now
- 2014: Gotham Award: Bester Hauptdarsteller für Whiplash
- 2014: Satellite Award: Bester Hauptdarsteller für Whiplash
- 2015: Chlotrudis Award: Bester Hauptdarsteller für Whiplash
- 2015: BAFTA Award, Rising-Star Award